# Extertal
Extertal település Németországban, azon belül Észak-Rajna-Vesztfália tartományban. Lakosainak száma 10 954 fő (2023. december 31.). Extertal Kalletal, Dörentrup és Barntrup községekkel határos.

## Településrészei
| Településrész | Fő1  | Ortsteile der Gemeinde Extertal |
| ------------- | ---- | ------------------------------- |
| Almena        | 1310 | Ortsteile der Gemeinde Extertal |
| Asmissen      | 2246 | Ortsteile der Gemeinde Extertal |
| Bösingfeld    | 4243 | Ortsteile der Gemeinde Extertal |
| Bremke        | 322  | Ortsteile der Gemeinde Extertal |
| Göstrup       | 188  | Ortsteile der Gemeinde Extertal |
| Kükenbruch    | 258  | Ortsteile der Gemeinde Extertal |
| Laßbruch      | 575  | Ortsteile der Gemeinde Extertal |
| Meierberg     | 436  | Ortsteile der Gemeinde Extertal |
| Nalhof        | 357  | Ortsteile der Gemeinde Extertal |
| Rott          | 337  | Ortsteile der Gemeinde Extertal |
| Schönhagen    | 203  | Ortsteile der Gemeinde Extertal |
| Silixen       | 1422 | Ortsteile der Gemeinde Extertal |
|               |      | Ortsteile der Gemeinde Extertal |

1 2016. december 31-én

## Népesség
A település népességének változása:
| Lakosok száma | 12 847 | 11 217 | 11 091 | 10 926 | 11 004 | 10 954 |
|               | 1975   | 2017   | 2019   | 2021   | 2022   | 2023   |